# Kaupus
Kaupus is een monotypisch geslacht van straalvinnige vissen uit de familie van zeenaalden en zeepaardjes (Syngnathidae).

## Soort
- Kaupus costatus (Waite & Hale, 1921)